# Deuteronomos unicoloria
Deuteronomos unicoloria är en fjärilsart som beskrevs av Eugen Johann Christoph Esper 1795. Deuteronomos unicoloria ingår i släktet Deuteronomos och familjen mätare. Inga underarter finns listade i Catalogue of Life.